# Élections fédérales canadiennes de 2015 en Saskatchewan
Les élections fédérales canadiennes de 2015 ont lieu le 19 octobre 2015 en Saskatchewan comme au reste du Canada.
La Saskatchewan est représentée par 14 députés à la Chambre des communes, soit autant que lors des précédentes élections, mais les circonscriptions ont été redécoupées.

## Résultats provinciaux
| Parti | Parti        | Parti  |     |
| ----- | ------------ | ------ | --- |
|       | Conservateur | Sièges | 10  |
| Voix  | Conservateur | 48,5   |     |
|       | NPD          | Sièges | 3   |
| Voix  | NPD          | 25,1   |     |
|       | Libéral      | Sièges | 1   |
| Voix  | Libéral      | 23,9   |     |
|       | Vert         | Sièges | 0   |
| Voix  | Vert         | 2,1    |     |
|       | Indépendants | Voix   | 0,2 |
| Total | Total        | Total  | 14  |